# Coupe d'Europe féminine des vainqueurs de coupe de hockey sur gazon 2009
La Coupe d'Europe féminine des vainqueurs de coupe de hockey sur gazon 2009 est la 19e et dernière édition de la Coupe d'Europe féminine des vainqueurs de coupe de hockey sur gazon. 
Elle est divisée en trois niveaux :
- la EuroHockey Cup Winners Cup, réservée aux vainqueurs de coupe des huit meilleures nations, se déroule à Manchester ;
- la EuroHockey Cup Winners Trophy se déroule à Lille
- la EuroHockey Cup Winners Challenge se déroule à Wels.

En fonction des résultats de la saison, les nations sont promues ou reléguées. La compétition étant abandonnée pour la saison suivante, les promotions/relégations n'ont pas lieu.
Le club néerlandais de l'AH&BC Amsterdam remporte la compétition, battant en finale le club espagnol du Club Campo de Madrid.

## EuroHockey Cup Winners Cup
Les matchs se déroulent du 10 au 13 avril 2009 à Manchester,.

### Poule A

#### Équipes
- KTHC Stadion Rot-weiss Köln
- Bonagrass Grove
- Club Campo de Madrid
- HF Lorenzoni

#### Rencontres
- KTHC Stadion Rot-weiss Köln 6 - 0  HF Lorenzoni
- Bonagrass Grove 0 - 2  Club Campo de Madrid
- KTHC Stadion Rot-weiss Köln 2 - 2  Club Campo de Madrid
- Bonagrass Grove 5 - 0  HF Lorenzoni
- Club Campo de Madrid 9 - 1  HF Lorenzoni
- KTHC Stadion Rot-weiss Köln 3  - 2  Bonagrass Grove

#### Classement
| Rang | Équipe                      | Pts | J | G | N | P | Bp | Bc | Diff |
| ---- | --------------------------- | --- | - | - | - | - | -- | -- | ---- |
| 1    | Club Campo de Madrid        | 7   | 3 | 2 | 1 | 0 | 13 | 3  | +10  |
| 2    | KTHC Stadion Rot-weiss Köln | 7   | 3 | 2 | 1 | 0 | 11 | 4  | +7   |
| 3    | Bonagrass Grove             | 3   | 3 | 1 | 0 | 2 | 7  | 5  | +2   |
| 4    | HF Lorenzoni                | 0   | 3 | 0 | 0 | 3 | 1  | 20 | -19  |

Légende du classement
- Qualifié pour la finale
- Qualifié pour le match pour la 3e place
- Qualifié pour les barrages pour le maintien

### Poule B

#### Équipes
- Bowdon Hightown
- Amsterdam H&BC
- HC Alta Borispol
- Royal Uccle STHC

#### Rencontres
- Amsterdam H&BC 14 - 0  HC Alta Borispol
- Bowdon Hightown 5 - 1  Royal Uccle STHC
- Amsterdam H&BC 6 - 0  Royal Uccle STHC
- Bowdon Hightown 13 - 0  HC Alta Borispol
- HC Alta Borispol 0 - 2  Royal Uccle STHC
- Bowdon Hightown 0 - 4  Amsterdam H&BC

#### Classement
| Rang | Équipe           | Pts | J | G | N | P | Bp | Bc | Diff |
| ---- | ---------------- | --- | - | - | - | - | -- | -- | ---- |
| 1    | Amsterdam H&BC   | 9   | 3 | 3 | 0 | 0 | 24 | 0  | +24  |
| 2    | Bowdon Hightown  | 6   | 3 | 2 | 0 | 1 | 18 | 5  | +13  |
| 3    | Royal Uccle STHC | 3   | 3 | 1 | 0 | 2 | 3  | 11 | -8   |
| 4    | HC Alta Borispo  | 0   | 3 | 0 | 0 | 3 | 0  | 29 | -29  |

Légende du classement
- Qualifié pour la finale
- Qualifié pour le match pour la 3e place
- Qualifié pour les barrages pour le maintien

#### Matchs de Classement

##### Finale
A1  Club Campo de Madrid 0 - 2 B1  Amsterdam H&BC

##### Match pour la troisième place
- KTHC Stadion Rot-weiss Köln 3-3 (4-2)  Bowdon Hightown

##### Matchs pour le maintien
- Bonagrass Grove 15-0  HC Alta Borispo
- Royal Uccle STHC 3-1  HF Lorenzoni

### Classement final
| Rang | Équipe                      | Commentaire                       |
| ---- | --------------------------- | --------------------------------- |
| 1er  | Amsterdam H&BC              | Vainqueur de la Coupe des coupes  |
| 2e   | Club Campo de Madrid        | Finaliste                         |
| 3e   | KTHC Stadion Rot-weiss Köln | Troisième                         |
| 4e   | Bowdon Hightown             |                                   |
| 5e   | Royal Uccle STHC            |                                   |
| 5e   | Bonagrass Grove             |                                   |
| 7e   | HC Alta Borispo             | Relégation pour l'Ukraine en 2010 |
| 7e   | HF Lorenzoni                | Relégation pour l'Italie en 2010  |

### Joueuses championnes
L'effectif de l'Amsterdam H&BC champion d'Europe est composé de : 
- Lizzy Koeton
- Ilse Brok
- Charlotte Bech
- Karin den Ouden
- Melanie Petit dit de la Roche
- Sophie Klooster
- Pauline Brugts (nl)
- Maartje Paumen
- Vera Vorstenbosch (nl)
- Nienke Kremers (nl)
- Maartje Goderie (nl)
- Eline Verhagen
- Janneke Schopman
- Helen Richardson
- Juliëtte Hentenaar
- Lidewij Welten
- Lieke Hulsen (nl)
- Emilie Mol (nl)

## EuroHockey Cup Winners Trophy
Les matchs se déroulent du 10 au 13 avril 2009 au stade de l'avenue Delécaux à Lambersart dans la métropole de Lille, en France,,.        

### Poule A

#### Équipes
- Kommunalschik Barnaul
- Lille Métropole Hockey Club
- HC 1972 Rakovnik

#### Rencontres
- Lille Métropole Hockey Club 2 - 0  HC 1972 Rakovnik
- Kommunalschik Barnaul 5 - 2  HC 1972 Rakovnik
- Kommunalschik Barnaul 2 - 2  Lille Métropole Hockey Club

#### Classement
| Rang | Équipe                      | Pts | J | G | N | P | Bp | Bc | Diff |
| ---- | --------------------------- | --- | - | - | - | - | -- | -- | ---- |
| 1    | Kommunalschik Barnaul       | 4   | 2 | 1 | 1 | 0 | 7  | 4  | +3   |
| 2    | Lille Métropole Hockey Club | 4   | 2 | 1 | 1 | 0 | 4  | 2  | +2   |
| 3    | HC 1972 Rakovnik            | 0   | 2 | 0 | 0 | 2 | 2  | 7  | -5   |

Légende du classement
- Qualifié pour les barrages pour la montée
- Qualifié pour les barrages pour le maintien

### Poule B

#### Équipes
- Victorya Smolevichi
- Pegasus HC
- Penarth LHC

#### Rencontres
- Victorya Smolevichi 12 - 0  Penarth LHC
- Pegasus HC 5 - 0  Penarth LHC
- Victorya Smolevichi 1 - 1  Pegasus HC

#### Classement
| Rang | Équipe              | Pts | J | G | N | P | Bp | Bc | Diff |
| ---- | ------------------- | --- | - | - | - | - | -- | -- | ---- |
| 1    | Victorya Smolevichi | 4   | 2 | 1 | 1 | 0 | 13 | 1  | +12  |
| 2    | Pegasus HC          | 4   | 2 | 1 | 1 | 0 | 1  | 0  | +1   |
| 3    | Penarth LHC         | 0   | 2 | 0 | 0 | 2 | 0  | 17 | -17  |

Légende du classement
- Qualifié pour les barrages pour la montée
- Qualifié pour les barrages pour le maintien

### Matchs pour la montée
- Kommunalschik Barnaul 1-0  Pegasus HC 1-0[7]
- Victorya Smolevichi 2-0  Lille Métropole Hockey Club

### Match pour le maintien
- Penarth LHC 1 - 2  HC 1972 Rakovnik

### Classement final
| Rang | Équipe                      | Commentaire                          |
| ---- | --------------------------- | ------------------------------------ |
| 1    | Victorya Smolevichi         | Promotion de la Biélorussie en 2010  |
| 1    | Kommunalschik Barnaul       | Promotion de la Russie en 2010       |
| 3    | Lille Métropole Hockey Club | =                                    |
| 3    | Pegasus HC                  | =                                    |
| 3    | HC 1972 Rakovnik            | =                                    |
| 6    | Penarth LHC Descend         | Relégation du pays de Galles en 2010 |

## EuroHockey Cup Winners Challenge
Les matchs se déroulent du 9 au 12 avril 2009 à la Kraftwerk Arena de Wels, en Autriche,.        

### Poule A

#### Équipes
- Vilnius HFTC
- HC Olten

#### Rencontres
- HC Olten 1 - 2  Vilnius HFTC
- Vilnius HFTC 1 - 1  HC Olten

#### Classement
| Rang | Équipe       | Pts | J | G | N | P | Bp | Bc | Diff |
| ---- | ------------ | --- | - | - | - | - | -- | -- | ---- |
| 1    | Vilnius HFTC | 4   | 2 | 1 | 1 | 0 | 3  | 2  | +1   |
| 2    | HC Olten     | 1   | 2 | 0 | 1 | 1 | 2  | 3  | -1   |

Légende du classement
- Qualifié pour les barrages pour la montée
- Qualifié pour le match pour la 3e place

### Poule B

#### Équipes
- Baku HC
- HC Wels
- Athenians HC

#### Rencontres
- Baku HC 8 - 0  Athenians HC
- HC Wels 13 - 0  Athenians HC
- Baku HC 2 - 6  HC Wels

#### Classement
| Rang | Équipe       | Pts | J | G | N | P | Bp | Bc | Diff |
| ---- | ------------ | --- | - | - | - | - | -- | -- | ---- |
| 1    | HC Wels      | 6   | 2 | 2 | 0 | 0 | 19 | 2  | +17  |
| 2    | Baku HC      | 3   | 2 | 1 | 0 | 1 | 10 | 6  | +4   |
| 3    | Athenians HC | 0   | 2 | 0 | 0 | 2 | 0  | 21 | -21  |

Légende du classement
- Qualifié pour les barrages pour la montée
- Qualifié pour le match pour la 3e place

### Matchs de Classement
A2  HC Olten 2 (4) - (2) 2 B2  Baku HC

### Finale
A1  Vilnius HFTC 0 (4) - (5) 0 B1  HC Wels

### Classement final
| Rang | Équipe       | Commentaire                     |
| ---- | ------------ | ------------------------------- |
| 1    | HC Wels      | Promotion de l'Autriche en 2010 |
| 2    | Vilnius HFTC |                                 |
| 3    | HC Olten     |                                 |
| 4    | Baku HC      |                                 |
| 5    | Athenians HC |                                 |

## Tableau de la saison suivante
Selon les résultats finaux de cette saison, la saison 2010 de la Coupe des coupes devait se disputer dans cette configuration :

### EuroHockey Cup Winners Cup 2010
1. Vainqueur de la Coupe des  Pays-Bas
2. Vainqueur de la Coupe d' Espagne
3. Vainqueur de la Coupe d' Allemagne
4. Vainqueur de la Coupe de  Belgique
5. Vainqueur de la Coupe d' Angleterre
6. Vainqueur de la Coupe d' Écosse
7. Vainqueur de la Coupe de  Biélorussie Promu  de l'EuroHockey Cup Winners Trophy
8. Vainqueur de la Coupe de  Russie Promu  de l'EuroHockey Cup Winners Trophy

### EuroHockey Cup Winners Trophy 2010
1. Vainqueur de la Coupe d' Italie Relégué  de l'EuroHockey Cup Winners Cup
2. Vainqueur de la Coupe d'  Ukraine Relégué  de l'EuroHockey Cup Winners Cup
3. Vainqueur de la Coupe de  France
4. Vainqueur de la Coupe d'  Irlande
5. Vainqueur de la Coupe de  Tchéquie
6. Vainqueur de la Coupe d'  Autriche Promu  de l'EuroHockey Cup Winners Challenge

### EuroHockey Cup Winners Challenge 2010
1. Vainqueur de la Coupe du  Pays de Galles Relégué  de l'EuroHockey Cup Winners Challenge
2. Vainqueur de la Coupe d' Azerbaïdjan
3. Vainqueur de la Coupe de  Suisse
4. Vainqueur de la Coupe de  Lituanie
5. Vainqueur de la Coupe de  Grèce